# 克雷格蒙特 (愛達荷州)
克雷格蒙特（英語：Craigmont）是一個位於美國愛達荷州劉易斯縣的城市。

## 地理
克雷格蒙特的座標為46°14′32″N 116°28′14″W / 46.24222°N 116.47056°W，而該地的平均海拔高度為1140米（即3740英尺）。

## 人口
根據2020年美國人口普查的數據，克雷格蒙特的面積為2.02平方千米，當中陸地面積為2.02平方千米，而水域面積為0.00平方千米。當地共有人口458人，而人口密度為每平方千米226.73人。